# Leše, Litija
Leše je naselje v Občini Litija